# Ōkubo Haruno

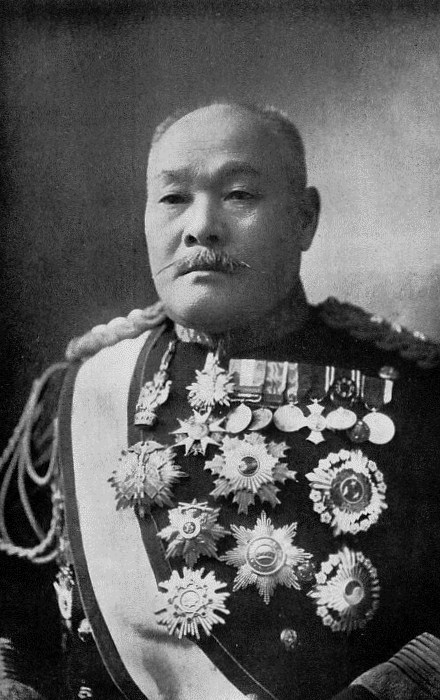
Haruno Okubo, Oktober 1913

Danshaku Ōkubo Haruno (jap. 大久保 春野; * 8. Oktober 1846 im heutigen Shizuoka, Japan; † 26. Januar 1915, Japanisches Kaiserreich) war ein General des Kaiserlich Japanischen Heeres.

## Leben
Ōkubo kämpfte 1868 bis 1869 während des Boshin-Krieges im Zuge der Meiji-Restauration auf Seiten der kaiserlichen Truppen. Danach besuchte er eine Militärakademie in Osaka, nach deren Abschluss er nach Frankreich reiste, um an weiteren Studien teilzunehmen. 1902 wurde Ōkubo zum Generalleutnant befördert und zum Kommandeur der 6. Division ernannt.
Während des Russisch-Japanischen Krieges befehligte er die 6. Division, die anfangs der 3. Armee zugeteilt war. Im Juli 1904 wurde seine Division der 2. Armee unterstellt und nahm an den Schlachten von Liaoyang und am Shao teil. Im Januar 1905 folgte eine weitere Umgruppierung zur 4. Armee. Die Division nahm in der Folge an der Schlacht von Mukden teil.
1907 folgte seine Ernennung zum Danshaku (Baron) nach dem japanischen Adelssystem des Kazoku. 1910 wurde er zum General befördert. Anschließend war er für ein Jahr Oberbefehlshaber der Chōsen-Armee. Danach ging er in den Ruhestand.
Ōkubo starb am 26. Januar 1915.

## Auszeichnungen
- Orden der Aufgehenden Sonne, 1. Klasse, 1906
- Orden vom Goldenen Weih, 2. Klasse, 1906